# Plantarum Minus Cognitarum Decuria
Plantarum Minus Cognitarum Decuria (abreviado Pl. Min. Cogn. Diss.) es un libro con ilustraciones y descripciones botánicas que fue escrito por  Sebastian Grauer y publicado en el año 1784 con el nombre de Plantarum Minus Cognitarum Decuria: Dissertatio inauguralis medica quam in Academia Christiano-Albertina ex decreto illustris medicorum ordinis.